# Río Apure
Der Río Apure ist ein Fluss im Westen von Venezuela. Er entsteht durch den Zusammenfluss der Flüsse Río Sarare und Río Uribante in der Kordillere von Mérida und fließt dann nach Osten durch flaches Land (Llanos) und mündet nach etwa 819 Kilometern in den Orinoco. Er ist auf 480 km schiffbar. In dem Fluss leben unter anderem Amazonasdelfine, Piranhas und Wasserschildkröten. Am Flussufer lassen sich Anakondas, Capybara und Ameisenbären beobachten.